# In Our Lifetime, Vol. 1
In Our Lifetime, Vol. 1 – czwarty studyjny album amerykańskiego zespołu hip-hopowego 8Ball & MJG. Został wydany 18 maja, 1999 roku.

## Lista utworów
1. "Intro"
2. "We Started This"
3. "Paid Dues" (featuring Cee-Lo)
4. "Do It How It Go"
5. "Don't Flex"
6. "Belly" (featuring Big Duke)
7. "Daylight"
8. "We Don't Give a Fuck"
9. "Get It Crunk" (featuring Thorough of South Circle)
10. "Armed Robbery" (featuring Thorough, Gillie Da Kid, Toni Hickman & Big Duke)
11. "Love Hurts" (featuring Nina Creque)
12. "Nobody But Me"
13. "Throw Your Hands Up" (featuring Outkast)
14. "Speed"